# Coleophora crossophanes
Coleophora crossophanes is een vlinder uit de familie van de kokermotten (Coleophoridae). De wetenschappelijke naam van de soort is voor het eerst geldig gepubliceerd in 1917 door Meyrick. Volgens Baldizzone en Van der Wolf is dit echter geen kokermot maar hoort de soort thuis in de familie wilgenroosjesmotten (Momphidae).